# Дурлан
Дурлан (у време СФРЈ Насеље маршала Тита) је градска четврт Ниша, у Нишавском управном округу. Административно припада градској општини Пантелеј, а подељен је на две месне заједнице: МЗ „Ратко Павловић“ (чији један део захвата Јагодин малу) и МЗ „Моше Пијаде“. У насељу се налазе основне школе ,,Његош" „Чегар“ и „Мирослав Антић“.

## Географија
Насеље се налази североисточно од центра града, на десној обали Нишаве. Северозападно се налази насеље Пантелеј, западно насеље Јагодин мала, а источно насеља Доња Врежина и Чалије.

## Саобраћај
До насеља се може доћи градским линијама Бубањ—Доња Врежина (линија бр. 2), кружном линијом Аеродром—Аутобуска станица—Железничка станица (линија бр. 34), Бубањ—Чалије (линија бр. 4) и Железничка станица—Сомборска улица (линија бр. 5; само у смеру ка Сомборској); као и приградским линијама ПАС Ниш—Кнез Село (Линија бр. 15), ПАС Ниш—Горњи Матејевац (Линија бр. 15Л), ПАС Ниш—Врело (линија бр. 16), ПАС Ниш—Ореовац (линија бр. 17) и ПАС Ниш—Горња Врежина (Линија бр. 17Л).

## Историја
Насеље је, као дивље, почело да се диже 1934. Насељеници су га звали Михајловац, Нишлије Нови Ниш, а у књигама горњо-матејевачке општине, на чијем се атару налазило вођено је као Дурлан.
Стереотип који се временом стварао за особе које станују у овом делу Ниша је порастао па се знатно смањио. Први стереотип "опасних момака" и "Дурланаца" створен је након ратова деведесетих година после чега се стабилизовао. Дурланци су, иначе, рекордери међу Нишлијама због вицева који су о њима испричани, а једна од познатијих изрека становника овог насеља је "Србија до Токија, Дурлан до Мекдоналдса", која алудира на то да насеље треба да се прошири до центра Ниша. Највећа опасност је сада, сматрају многи, међу хип-хопер-ерима, Књажевачка улица. И то не због момака који носе тренерице и шетају стафорде, већ због саобраћаја. Објашњава се да правац "тера" на брзину, а у комбинацији са алкохолом доводи до трагедија. Међутим, саобраћај није увек био највећи проблем насеља.

## Галерија
- Матејевачки пут граница градске четврти Дурлан
- Ул. Сомборска граница градске четврти Дурлан
- Граница градске четврти Дурлан и поглед на четврт Пантелеј